# Hosapura, Malavalli
Hosapura là một làng thuộc tehsil Malavalli, huyện Mandya, bang Karnataka, Ấn Độ.